# Marianne Bernadotte
Gullan Marianne, Princesa Bernadotte, Condessa de Wisborg (nascida Gullan Marianne Lindberg; Helsingborg, 15 de julho de 1924 – Estocolmo, 16 de maio de 2025) também conhecida como princesa Marianne Bernadotte, foi uma atriz sueca, ícone da moda e filantropa que em 1961 se casou com Sigvard Bernadotte, o segundo filho do rei Gustavo VI Adolfo da Suécia e de sua primeira esposa, a princesa Margarida de Connaught. Desde a morte de sua concunhada Gunnila Bernadotte em 2016, ela é a última tia viva do rei Carlos XVI Gustavo da Suécia, da rainha Margarida II da Dinamarca e da rainha Ana Maria da Grécia. Ela está oficialmente incluída na família real sueca e, em 23 de janeiro de 2022, superou sua falecida concunhada, a princesa Liliana, duquesa da Halândia, como o membro mais longevo da família real, com 97 anos e 192 dias.
Marianne é conhecida por seu trabalho de apoio a causas como dislexia, deficiências físicas e oftalmologia infantil e como patrona das artes. Ela recebeu dois doutorados honorários.

## Vida profissional
Marianne estudou no Royal Dramatic Theatre Acting School Dramatens elevskola entre 1945 e 1948. Depois de terminar sua educação, tornou-se atriz como Marianne Lindberg no The Royal Dramatic Theatre em Estocolmo por onze anos.
Em 1983, Marianne Bernadotte formou-se em História da Arte na Universidade de Estocolmo. Seus trabalhos acadêmicos incluindo trabalhos sobre o artista de vidro e escultor Edvin Öhrström. Marianne Bernadotte também tem sido uma representante internacional para a casa de leilões Sotheby.
Em julho 2014 ela teve boas críticas depois de sediar o popular programa de rádio Sommar em seu aniversário de 90 anos.

## Filantropia
Como fundadora da Fundação Sigvard & Marianne Bernadotte Pesquisa para Crianças Cuidados com os olhos, a Fundação Internacional de Pesquisa para o cuidade com os olhos infantil, O Fundo de Bolsas Marianne Bernadotte para Prominent Dislexia Investigação e Educação, e O Fundo Arts Bernadotte Marianne & Sigvard, entre outros compromissos, ela apoia ativamente o serviço público e voluntário.
Marianne foi Presidente Honorária da The Swedish dislexia Foundation e presidente honorária da Internacional Rodin Remediation Academy. Por sua iniciativa, The Sigvard e Marianne Bernadotte Research Foundation foi criada em 1989 para cuidados com os olhos juvenil. Ela tomou uma iniciativa semelhante em estabelecer uma fundação internacional em Nova Iorque, e no Instituto Karolinska, em Estocolmo, na Suécia, ela criou os Sigvard e Marianne Bernadotte Laboratórios de Pesquisa de Oftalmologia Pediátrica. Em 1998, ela foi premiada com uma doutorada honorária em Medicina por aquele instituto.
Ela também teve um doutorado honorário do Instituto de Psicologia da Universidade de Bolonha, em reconhecimento à sua contribuição para a pesquisa dislexia em 2006.
O envolvimento da condessa em instituições de caridade de artes é exemplificado pela Marianne e do Fundo Arts Bernadotte Sigvard que ela criou em 1982 para marcar o aniversário de 65 anos de Sigvard Bernadotte. Os prêmios do Fundo Arts bolsas de estudo a cada ano para jovens estudantes de música, teatro, design e arte. As bolsas fornecidas para jovens artistas a oportunidade de desenvolver seus talentos em um estágio inicial de suas carreiras, muitos dos quais mais tarde se tornaram muito bem-sucedidos.

## Casamento e família

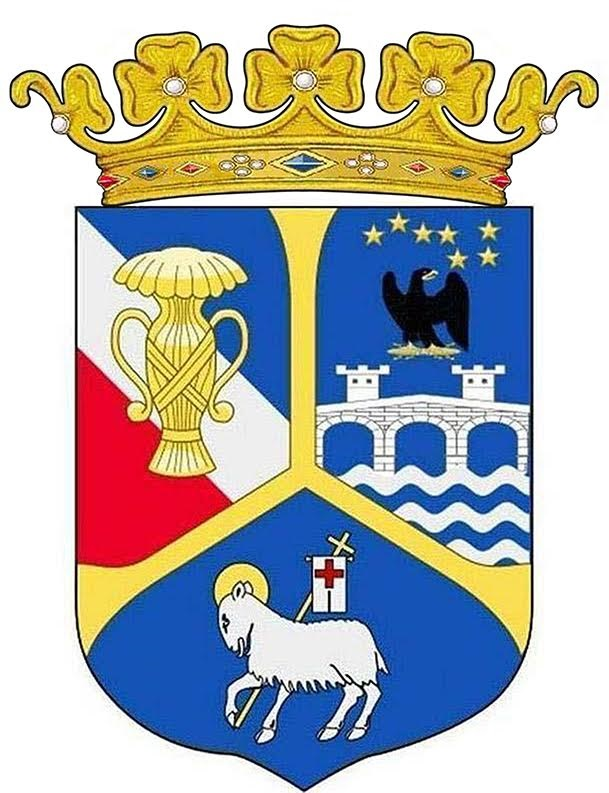
Brasão do Príncipe Bernadotte na nobreza do Luxemburgo.

Marianne é a filha de Helge Lindberg e sua esposa Thyra Dahlman.
Seu primeiro casamento foi com Gabriel Tchang (1919-1980), o filho de Tchang Tsou Seng, um embaixador chinês em Estocolmo. Eles tiveram três filhos:
- Robert Gabriel Tchang (1948-2012).
- Richard Antoine Tchang (1950-1952).
- Marie Gabrielle Tchang Lagergren (n. 1953).

Ela casou-se, em segundas núpcias, em 30 de julho de 1961, em Estocolmo, com o príncipe sueco Sigvard Bernadotte, o segundo filho do rei Gustavo VI Adolfo da Suécia e sua primeira esposa, Margarida de Connaught. Em 2 de Julho de 1951, Sigvard, sua esposa e seus descendentes, foram feitos nobres luxemburgueses pela Grã-duquesa Carlota de Luxemburgo (chefe de Estado na época), assim recebendo o tratamento de Sigvard, príncipe Bernadotte e conde de Wisborg. Isto valendo com o mesmo direito para Marianne Bernadotte para denominar-se como princesa Bernadotte e condessa de Wisborg. Condes e Condessas de Wisborg também são considerados parte da nobreza sueca.